# Umeå IK
O Umeå IK é uma equipe sueca de futebol feminino em Uma, na Suécia.

## História
Foi fundado em 1917 na cidade de Uma, Suécia. É uma potência do futebol feminino europeu tendo por duas vezes vencido a Liga dos Campeões de Futebol Feminino da UEFA, o mais importante campeonato do continente e maior título de sua história até aqui.

## Time Corrente
Nota: Bandeiras indicam equipe nacional, conforme definido pelas regras de elegibilidade da FIFA. Os jogadores podem ter mais de uma nacionalidade não-FIFA.
| N.º |           | Posição | Jogadora            |
| --- | --------- | ------- | ------------------- |
| 1   | Suécia    | G       | Ulla-Karin Rönnlund |
| 2   | Suécia    | D       | Anna Paulson        |
| 5   | Suécia    | D       | Emma Berglund       |
| 7   | Suécia    | M       | Lisa Dahlqvist      |
| 8   | Finlândia | D       | Maija Saari         |
| 9   | Brasil    | A       | Millena Alves       |
| 10  | Suécia    | A       | Hanna Ljungberg     |
| 11  | Japão     | M       | Mami Yamaguchi      |
| 13  | Dinamarca | A       | Johanna Rasmussen   |
| 15  | Suécia    | M       | Emmelie Konradsson  |

| N.º |        | Posição | Jogadora            |
| --- | ------ | ------- | ------------------- |
| 18  | Suécia | A       | Sofia Jakobsson     |
| 19  | Suíça  | A       | Ramona Bachmann     |
| 20  | Brasil | M       | Elaine              |
| 21  | Suécia | G       | Carola Söberg       |
| 23  | Suécia | M       | Emma Åberg-Zingmark |
| 24  | Suécia | D       | Emma Kullber        |
| 25  | Suécia | A       | Ida Åberg-Zingmark  |
| 26  | Suécia | D       | Elin Landström      |
| 92  | Suécia | D       | Karolina Westberg   |

## Títulos
- Liga dos Campeões de Futebol Feminino da UEFA: 2002-03, 2003-04
- Campeonato Sueco de Futebol Feminino: 2000, 2001, 2002, 2005, 2006, 2007, 2008[1]
- Copa da Suécia de Futebol Feminino: 2000-2001, 2002, 2003, 2007

## Campanhas de destaque
- Liga dos Campeões de Futebol Feminino da UEFA: 2001-2002, 2002-2003, 2003-2004, 2006-2007, 2007-2008;
- Campeonato Sueco de Futebol Feminino: 2000, 2001, 2002, 2005, 2006, 2007, 2008;
- Copa da Suécia de Futebol Feminino: 2000-2001, 2002, 2003, 2007;

## Principais jogadoras
- Elaine
- Millena Alves
- Marta
- Hanna Ljungberg

## Jogadoras Notáveis
- Marta